# Woiwodschaft Marienburg

Die Woiwodschaft Marienburg (rot) im Königreich Polen-Litauen

Die Woiwodschaft Marienburg (polnisch Województwo malborskie) war eine Verwaltungseinheit in der großpolnischen Provinz als Teil des Königreiches Polen beziehungsweise Polen-Litauens. Sie bestand von 1466 bis 1772. Sitz des Woiwoden war die Stadt Malbork, er residierte jedoch in Dzierzgoń. 
Die Sejm-Abgeordneten trafen sich regelmäßig in Sztum zu einem Generalsejmik. Im späten 16. Jahrhundert hatte sie eine Fläche von 2.096 km² im Weichseldelta und war damit die kleinste Woiwodschaft in Polen-Litauen. Die Woiwodschaft gehörte zur Provinz Großpolen. Ihr Gebiet macht heute einen Teil des Territoriums der Woiwodschaft Pommern aus. Die Woiwodschaft entsandte drei Senatoren in den polnisch-litauischen Senat. Der Sejmik entsandte acht Abgeordnete ins polnisch-litauische Abgeordnetenhaus. Die Woiwodschaft wurde in vier Kreise getrennt. Im Zuge der zweiten polnischen Teilung 1772 ging das Gebiet mit um 55.000 Einwohnern zum größten Teil zur Provinz Westpreußen.